# Монстр (телесериал, 2021)
«Монстр» (кор. 괴물) — южнокорейский телесериал в жанре процедурной драмы и психологического триллера 2021 года с Син Ха Гюном и Ё Чжин Гу в главных ролях. «Монстр» получил семь номинаций на 57-й церемонии вручения премии «Пэксан», выиграв три — за лучший сериал, лучший сценарий и лучшую мужскую роль (Син Ха Гюн). Дорама также была выбрана в качестве одного из последних кандидатов на главный приз «Пэксан» в категории «Телевидение».

## Сюжет
Некогда способный следователь средних лет Ли Дон Сик (Син Ха Гюн) теперь работает помощником инспектора в небольшом отделе полиции Маньян (при полицейском участке Мунджу) и ведёт спокойную жизнь. Однако его новым непосредственным начальником и напарником внезапно становится молодой инспектор из Сеула по имени Хан Джу Вон (Ё Чжин Гу), чей отец вскоре должен возглавить Национальное агентство полиции. В то же время в их провинциальном захолустье начинают происходить серийные убийства, очень похожие на нераскрытый случай 20-летней давности, где Ли Дон Сик был единственным подозреваемым. В ходе расследования, за которое совместно и порознь берутся Дон Сик и Джу Вон, под подозрение так или иначе попадают все действующие лица.

## Вдохновение
Несмотря на то, что сюжет делает некоторые намёки на дело о серийных убийствах в Хвасоне, шоу не основано на реальных событиях и является исключительно вымыслом. Сходство можно объяснить вдохновением, почерпнутым из фильма «Воспоминания об убийстве» (2003).

## В ролях

### В главных ролях
- Син Ха Гюн[англ.] в роли Ли Дон Сика[6], импульсивного и эксцентричного помощника инспектора отдела полиции Маньян. Когда-то способный детектив, он был понижен в должности.
  - Ли До Хён в роли молодого Ли Дон Сика[7].

- Ё Чжин Гу[англ.] в роли Хан Джу Вона[8], элитного детектива из международной группы по расследованию преступлений Департамента иностранных дел Сеульского столичного полицейского управления, переведённого инспектором в отдел полиции Маньян. Красивый и очень способный, он имеет большое влияние, поскольку является сыном второго человека в полиции страны.
  - Чон Хён Джун в роли Хан Джу Вона в детстве.

### Второстепенные роли

#### Мясной магазин Маньян
- Чхве Сон Ын в роли Ю Джи И, владелицы мясной лавки и ресторана Маньян.

#### Отдел полиции Маньян
- Чхон Хо Джин в роли Нам Сан Бэ, начальника отдела полиции Маньян, которому скоро предстоит выйти на пенсию.
- Сон Сан Гю в роли Чо Гиль Гу, помощника инспектора отдела полиции Маньян.
- Пэк Сок Кван в роли Хван Кван Ёна, инспектора отдела полиции Маньян.
- Нам Юн Су в роли О Джи Хуна, самого молодого полицейского в отделе полиции Маньян и брата О Джи Хва.

#### Полицейский участок Мунджу
- Чхве Дэ Хун в роли Пак Чон Чже, инспектора полиции Мунджу, лучшего друга Ли Дон Сика и сына депутата До Хэ Вон.
  - Чхве Чан Хо в роли молодого Пак Чон Чже.
- Ким Син Рок в роли О Джи Хва, руководительницы группы отдела по расследованию опасных преступлений, одноклассницы Ли Дон Сика, сестры О Джи Хуна и бывшей жены генерального директора Ли Чан Джина.
  - Нам Джи Хён в роли юной О Джи Хва.
- Сим Ван Джун в роли Кан До Су, честного детектива по расследованию убийств полиции Мунджу, образцом для подражания которого является Дон Сик.
- Чон Гю Су в роли Чон Чхоль Муна, начальника полиции Мунджу.
- Со Чжон Сик в роли Квак О Сопа, старшего детектива полиции Мунджу.
- Пак Бо Ён в роли Им Сон Нё, члена группы судебно-медицинского расследования и жены Кан До Су.
- Ю Бён Хун в роли детектива Ха.

#### Жители Маньяна
- Гиль Хэ Ён в роли До Хэ Вон, действующего депутата совета и кандидатки в мэры Мунджу, матери Пак Чон Чже.
- Хо Сон Тхэ в роли Ли Чан Джина, генерального директора JL Construction и председателя комитета по развитию города Мунджу.
- Ли Гю Хо в роли Кан Джин Мука, владельца супермаркета «Маньян», приёмного брата Дон Сика и отца Кан Мин Чжон.
  - Пак Кван Иль в роли молодого Кан Джин Мука.
- Кан Мин А в роли Кан Мин Чжон, дочери Кан Джин Мука.
- Ким Хиора в роли Бан Джу Сона.
- Чон Джэ Джин в роли Бан Хо Чхоля, отца Бан Джу Сона.
- Чон Су Хён в роли Чан О Бока, секретаря и телохранителя До Хэ Вон.
- Ким Чон Ын в роли Ли Кан Джа, жены Чо Гиль Гу.

#### Окружение Хан Джу Вона
- Чхве Джин Хо в роли Хан Ги Хвана, отца Хан Джу Вона и кандидата на пост следующего комиссара Национального агентства полиции.
- Пак Джи Хун в роли Квон Хёка, прокурора города Мунджу, который когда-то был репетитором Джу Вона в старшей школе.
- У Чон Вон в роли Ли Су Ён, жены Хан Ги Хвана и матери Хан Джу Вона.

#### Окружение Ли Дон Сика
- Мун Чжу Ён в роли Ли Ю Ён, сестры-близнеца Дон Сика.
- Пак Мён Син в роли матери Ю Ён и Дон Сика.
- Ким Чон Хо в роли отца Ю Ён и Дон Сика.

#### Другие
- Чха Чон Хва в роли Ли Гым Хва, жертвы маньяка, использованной Джу Воном как «наживка».
- Ким Би Би в роли Хан Чжон Им, жертвы маньяка.
- Чан Сон Бом в роли Ли Сан Ёпа, полицейского из Сеула.
- Кан Ю Сок в роли Лим Гю Сока, репортёра телеканала.
- Нам Ми Чжон в роли продавщицы рыбного рынка.
- Пак Чжи A в роли соседки.
- Чо Джи Сын в роли Юн Ми Хе, матери Кан Мин Чжон.

## Саундтрек

### Часть первая
| №                   | Название            | Исполнитель         | Длительность |
| ------------------- | ------------------- | ------------------- | ------------ |
| 1.                  | «The Night»         | Чхве Пэк Хо         | 3:53         |
| 2.                  | «The Night» (inst.) |                     | 3:53         |
| Общая длительность: | Общая длительность: | Общая длительность: | 7:46         |

### Часть вторая
| №                   | Название            | Исполнитель         | Длительность |
| ------------------- | ------------------- | ------------------- | ------------ |
| 1.                  | «Timeless»          | Bibi                | 3:21         |
| 2.                  | «Timeless» (inst.)  |                     | 3:21         |
| Общая длительность: | Общая длительность: | Общая длительность: | 6:42         |

### Часть третья
| №                   | Название            | Исполнитель         | Длительность |
| ------------------- | ------------------- | ------------------- | ------------ |
| 1.                  | «Empty»             | Car, the Garden     | 4:00         |
| 2.                  | «Empty» (inst.)     |                     | 4:00         |
| Общая длительность: | Общая длительность: | Общая длительность: | 8:00         |

## Рейтинги
| Эпизод | Премьерная дата | Название                | Средняя доля аудитории (Nielsen Korea) | Средняя доля аудитории (Nielsen Korea) |
| Эпизод | Премьерная дата | Название                | По стране                              | Сеул                                   |
| --- | --------------- | ----------------------- | -------------------------------------- | -------------------------------------- |
| 1 | 19 февраля 2021 | Появление (나타나다)    | 4.451 % (5ое)                          | 5.232 % (4ое)                          |
| 2 | 20 февраля 2021 | Исчезновение (사라지다) | 3.948 % (6ео)                          | 4.854 % (6ое)                          |
| 3 | 26 февраля 2021 | Улыбка (웃다)           | 4.330 % (4ое)                          | 4.920 % (4ое)                          |
| 4 | 27 февраля 2021 | Плачь (울다)            | 4.204 % (7ое)                          | 5.179 % (6ое)                          |
| 5 | 5 марта 2021    | Обман (속다)            | 3.765% (7ое)                           | 4.237% (4ое)                           |
| 6 | 6 марта 2021    | Обман (속이다)          | 4.442 % (6ое)                          | 4.881 % (5ое)                          |
| 7 | 12 марта 2021   | Задержание (낚다)       | 4.172 % (7ое)                          | 4.721 % (4ое)                          |
| 8 | 13 марта 2021   | Пойманный (낚이다)      | 5.356 % (5ое)                          | 6.490 % (2ое)                          |
| 9 | 19 марта 2021   | Убийца (떠오르대)       | 4.651 % (4ое)                          | 5.498 % (4ое)                          |
| 10 | 20 марта 2021   | Потопление (가라앉다)   | 5.502 % (4ое)                          | 6.311 % (1ое)                          |
| 11 | 26 марта 2021   | Ужесточение (조이다)    | 4.682 % (4ое)                          | 5.385 % (4ое)                          |
| 12 | 27 марта 2021   | Освобождение (풀다)     | 4.279 % (5ое)                          | 5.118 % (1ое)                          |
| 13 | 2 апреля 2021   | Погребение (묻다)       | 5.021 % (4ое)                          | 5.840 % (4ое)                          |
| 14 | 3 апреля 2021   | Ответ (답하다)          | 5.302 % (2ое)                          | 6.317 % (1ое)                          |
| 15 | 9 апреля 2021   | Отпустить (놓다)        | 5.355 % (4ое)                          | 6.351 % (4ое)                          |
| 16 | 10 апреля 2021  | Арест (잡다)            | 5.991% (1ое)                           | 6.666% (1ое)                           |
| Средняя | Средняя         | Средняя                 | 4.716%                                 | 5.500%                                 |
| - В приведенной выше таблице синие числа представляют самые низкие оценки, а красные числа представляют самые высокие оценки. - Эта дорама транслируется по кабельному каналу/платному телевидению, у которого обычно относительно меньшая аудитория по сравнению с бесплатным телевидением/общественными вещательными компаниями (KBS, SBS, MBC и EBS). |                 |                         |                                        |                                        |

## Номинации и награды
| Награда              | Год  | Категория                                | Номинант    | Результат | Источник |
| -------------------- | ---- | ---------------------------------------- | ----------- | --------- | -------- |
| APAN Star Awards     | 2022 | Лучшая новая актриса                     | Чхве Сон Ын | Номинация | [ 13 ]   |
| Baeksang Arts Awards | 2021 | Гран-при — телевидение                   | Монстр      | Номинация | [ 4 ]    |
| Baeksang Arts Awards | 2021 | Лучшая драма                             | Моснтр      | Победа    | [ 14 ]   |
| Baeksang Arts Awards | 2021 | Лучший режиссёр — телевидение            | Щим На Ён   | Номинация | [ 15 ]   |
| Baeksang Arts Awards | 2021 | Лучший сценарий — телевидение            | Ким Су Джин | Победа    | [ 14 ]   |
| Baeksang Arts Awards | 2021 | Лучший актёр — телевидение               | Син Ха Гюн  | Победа    | [ 14 ]   |
| Baeksang Arts Awards | 2021 | Лучший актёр второго плана — телевидение | Чхве Дэ Хун | Номинация | [ 15 ]   |
| Baeksang Arts Awards | 2021 | Лучшая новая актриса — телевидение       | Чхве Сон Ын | Номинация | [ 15 ]   |
| Baeksang Arts Awards | 2021 | Техническая награда (кинематография)     | Чан Чон Гён | Номинация | [ 15 ]   |

| Издание | Год  | Список                              | Место | Источник |
| ------- | ---- | ----------------------------------- | ----- | -------- |
| NME     | 2021 | 10 лучших корейских дорам 2021 года | 9-е   | [ 16 ]   |